# Glottidia semen
Glottidia semen är en armfotingsart som först beskrevs av William John Broderip 1835.  Glottidia semen ingår i släktet Glottidia och familjen Lingulidae. Inga underarter finns listade i Catalogue of Life.